# We're Going to Be Rich
We're Going to Be Rich (Brasil: Seremos Milionários ) é um filme de comédia britânico de 1938, dirigido por Monty Banks e estrelado por Gracie Fields, Victor McLaglen e Brian Donlevy.

## Sinopse
Durante a década de 1880, uma cantora que está no auge de sua carreira, compra uma mina de ouro.

## Elenco
- Gracie Fields - Kit Dobson
- Victor McLaglen - Dobbie
- Brian Donlevy - Yankee Gordon
- Coral Browne - Pearl
- Ted Smith - Tim
- Gus McNaughton - Broderick
- Charles Carson - Keeler
- Syd Crossley - Jake
- Hal Gordon - Charlie
- Robert Nainby - Judge
- Charles Harrison
- Tom Payne - Kinch
- Don McCorkindale - Killer
- Joe Mott - Manager
- Alex Davies - Kimberley Kid